# Eurycope quadrata
Eurycope quadrata är en kräftdjursart som beskrevs av Barnard 1920. Eurycope quadrata ingår i släktet Eurycope och familjen Munnopsidae. Inga underarter finns listade i Catalogue of Life.